# Rittergut Endschütz

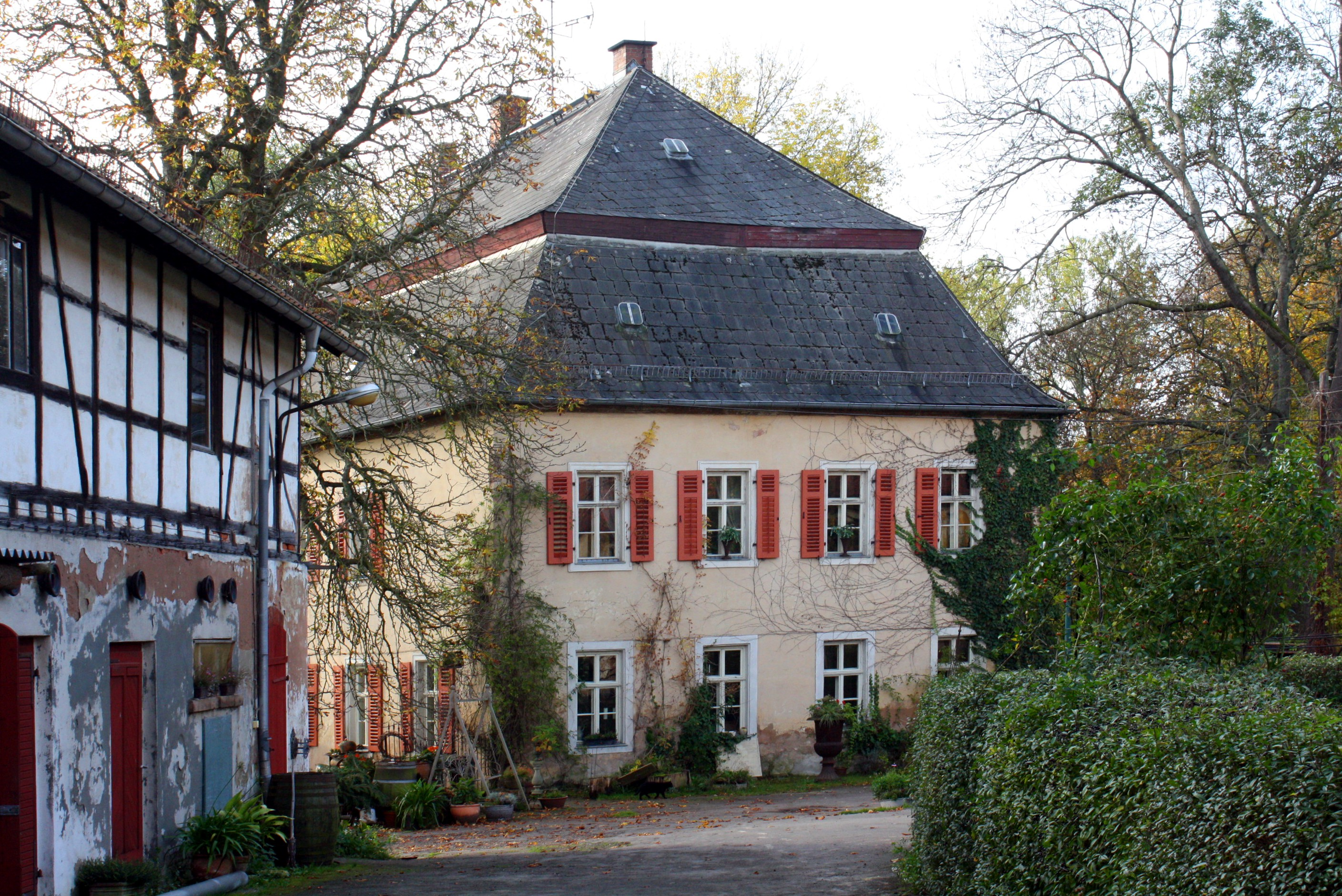
Das Herrenhaus heute (2014)

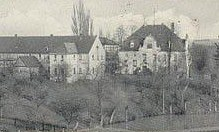
Die Gutsanlage um 1920

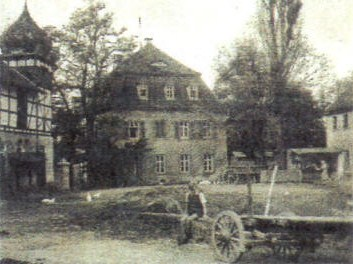
Wirtschaftshof mit Herrenhaus und Nebengebäuden

Das Rittergut Endschütz ist ein ehemaliges Rittergut in Endschütz, Thüringen. Das Herrenhaus ist ein eingetragenes Kulturdenkmal.

## Geschichte
Am Ende des Mittelalters gehörte das Gut in Endschütz der Familie von Wolfersdorf. Das noch erhaltene Herrenhaus und die Wirtschaftsgebäude entstanden etwa um 1805, Stallungen und Pächterwohnungen etwas später. Damals hatte das Rittergut eine Größe von 150 bis 160 ha, einschließlich Feld, Wald und sonstiger Gebäude.
1869 starb der letzte Besitzer aus der Familie Wolfersdorf. Joseph Reichardt aus Kauern kam in den Besitz des Gutes. Er verkaufte es 1897 an den Commerzienrat Karl Heinrich Sieber. Seine Frau war eine geborene Elisabeth Hermann aus Burg Posterstein bei Schmölln. Sieber war Geschäftsmann aus Ronneburg (Sieber & Heidenreich). Die Familie verpachtete die Flächen an einen Herrn Kretschmar und 1912–1924 an den Saatgutzüchter Richard Schneider aus Selka. Ihr Sohn Günter Sieber wurde Schauspieler und zog nach Berlin. Dort lernte er Marlene Dietrich kennen, die Endschütz am 2. April 1930 besuchte. Nach dem Tod der Eltern verkaufte Günter Sieber zunächst die Wald- und Wiesenflächen und 1936 auch die Gebäude. Über Rudolf Vogt kam das Restgut an den Landwirt Erich Fricke aus Mosen, der es bis 1945 zusammen mit seinen zum Schloss Mosen gehörenden Flächen bewirtschaftete.
Nach dem Zweiten Weltkrieg wurde Fricke durch die Sowjetische Militäradministration enteignet, die Güter in Mosen und Endschütz wurden in Siedlerstellen aufgeteilt und das Schloss Mosen wurde mit einigen Nebengebäuden abgebrochen. Im Herbst 1952 flüchtete Fricke mit seiner Frau und seinem Sohn nach Westberlin. Die Bewirtschaftung der Flächen erfolgte zunächst durch einen örtlichen Verwalter, ab 1955 durch die LPG Meilitz und ab 1970 durch die örtliche Kooperative Abteilung Pflanzenproduktion.
Nach längerem Leerstand seit der Wende wurde das Gut 2003 durch Susann Schmidt erworben, die es seitdem schrittweise saniert und bewirtschaftet.
Im Oktober 2023 gab es einen Brand in einem historischen Nebengebäude, bei dem die dort untergebrachte Heimatstube mit ihren Exponaten zerstört wurde. Als Ursache wurde Brandstiftung festgestellt. Die Eigentümerin plant, die Schäden zu beseitigen und das Nebengebäude wiederherzustellen.

## Auszeichnungen
- 2007 Denkmalschutzpreis des Landkreises Greiz
- 2015 Denkmalschutzpreis des Landkreises Greiz[6]